# 美珠通り
美珠通り（みたま通り、みたまどおり）は三重県志摩市志摩町和具にある、通り。和具の中心部と和具浦の間を結び、沿道は商店街になっている。2013年（平成25年）11月1日三重県告示第747号により廃止されるまでは、三重県道729号東浦田線（みえけんどう729ごう ひがしうらたせん）という名称であった。

## 歴史
周辺住民の生活水準が向上したことにより、大正時代より沿線に商店が建ち始め、和具の商業中心地となった。
1959年（昭和34年）1月25日に三重県道729号大浦東線として県道として路線認定を受けた。和具では、1960年代頃より沼地や湿田を埋め立てて宅地造成が進み、遊水地が失われたことで昭和50年代（1975年 - 1984年）には年4 - 5回のペースで浸水被害が発生するようになった。県道729号は、浸水するたびに通行止めとなり、地域交通に支障が出ていた。このため、1977年（昭和52年）に都市下水路事業として道路に沿ってバイパス水路を整備する計画が持ち上がったが、失敗した。当時の美珠通り商店街は、志摩郡志摩町の中心として、賑わっていた。
1995年（平成7年）4月1日に、三重県道729号大浦東線を廃止し、新たに三重県道729号東浦田線が路線認定され、同日区域が決定、供用が開始された。2000年代には、美珠通り商店街を中心として、商業活性化イベント「商工会てんぽな祭り」を開催していた。また、ナイトバザールや各商店での幼稚園児の絵画展示なども実施していた。2009年（平成21年）までに河川改修・防災公園整備・緑地整備の3事業からなる洪水対策が完了し、冠水が発生しなくなった。
2013年（平成25年）11月1日、県道としては廃止され、志摩市に移管した。2016年（平成28年）2月20日、伊勢志摩サミット開催100日前記念イベント「賢島から美珠を通って志摩町へ! おもてなしとカウントダウン in SHIMA」が美珠通りと和具小学校（現・志摩小学校）で開催された。

## 路線状況

### 県道時代の路線データ
- 起点：三重県志摩市志摩町和具字東1879番地[2]
- 終点：三重県志摩市志摩町和具字浦田2572番地[2]
- 総延長：1,274.8m[2]
- 指定最高速度：30 km/h[16]
  - 平均旅行速度：24.3 km/h[16]
- 道路改良率：73.3%[16]
- 道路部幅員：6.0 m[16]
- バス路線延長率：0%[16]
  - 2021年（令和3年）現在は、三重交通のバス路線「御座線」が三重県立水産高等学校 - 終点間を運行している[17]。

### 利用状況
交通量
| 地点             | 平日12時間        | 平日24時間        |
| 地点             | 2005年度⇒2010年度 | 2005年度⇒2010年度 |
| 志摩市志摩町和具 | 1,693台⇒1,661台   | 2,065台⇒2,209台   |

## 地理
志摩町和具の中心市街地を貫通し、和具浦（英虞湾側）に至る道路である。終点付近は2車線化しているが、大部分の区間は1車線である。「志摩市景観計画」では「美珠通り商店街沿いのまちなみとの連続性
に配慮した景観の創出を図」るとしている

### 通過する自治体
- 三重県志摩市

### 接続する主な道路
- 国道260号：終点。志摩バイパスと接続。

### 周辺
- 伊勢農業協同組合 志摩支店
- 和具漁港（太平洋側）

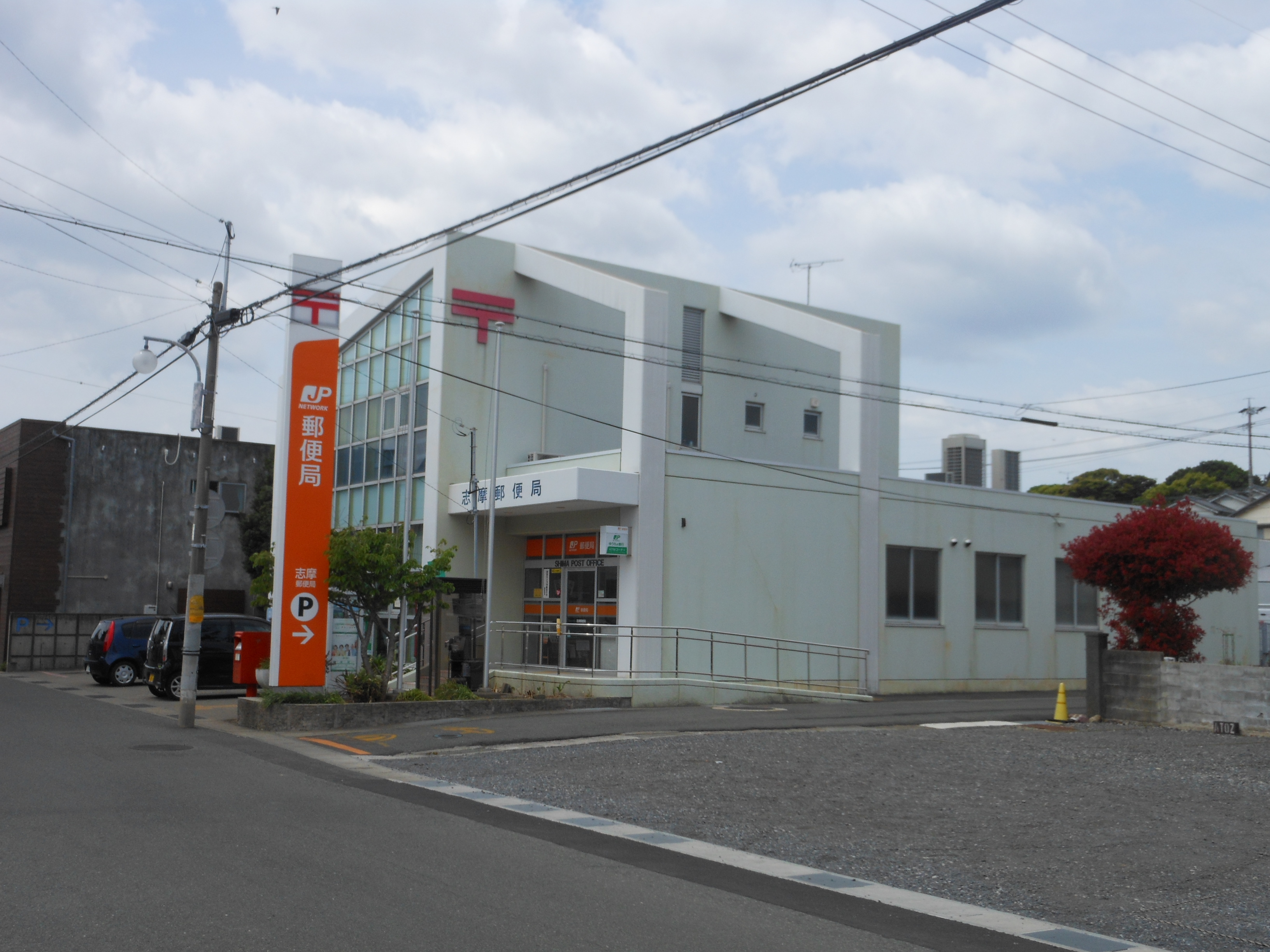
沿道の志摩郵便局

  - 三重外湾漁業協同組合 志摩地区和具事業所
- 志摩郵便局
- 剣光寺
- 和具浦港（英虞湾側）
  - 志摩マリンレジャー和具乗船場 - 賢島・間崎島との間に定期航路が設定されている[19]。
  - 山下造船所
- 三重県立水産高等学校

## 参考資料
- 『県別マップル24 三重県道路地図』（昭文社、2009年3版1刷発行、ISBN 978-4-398-62474-1 、65ページ）

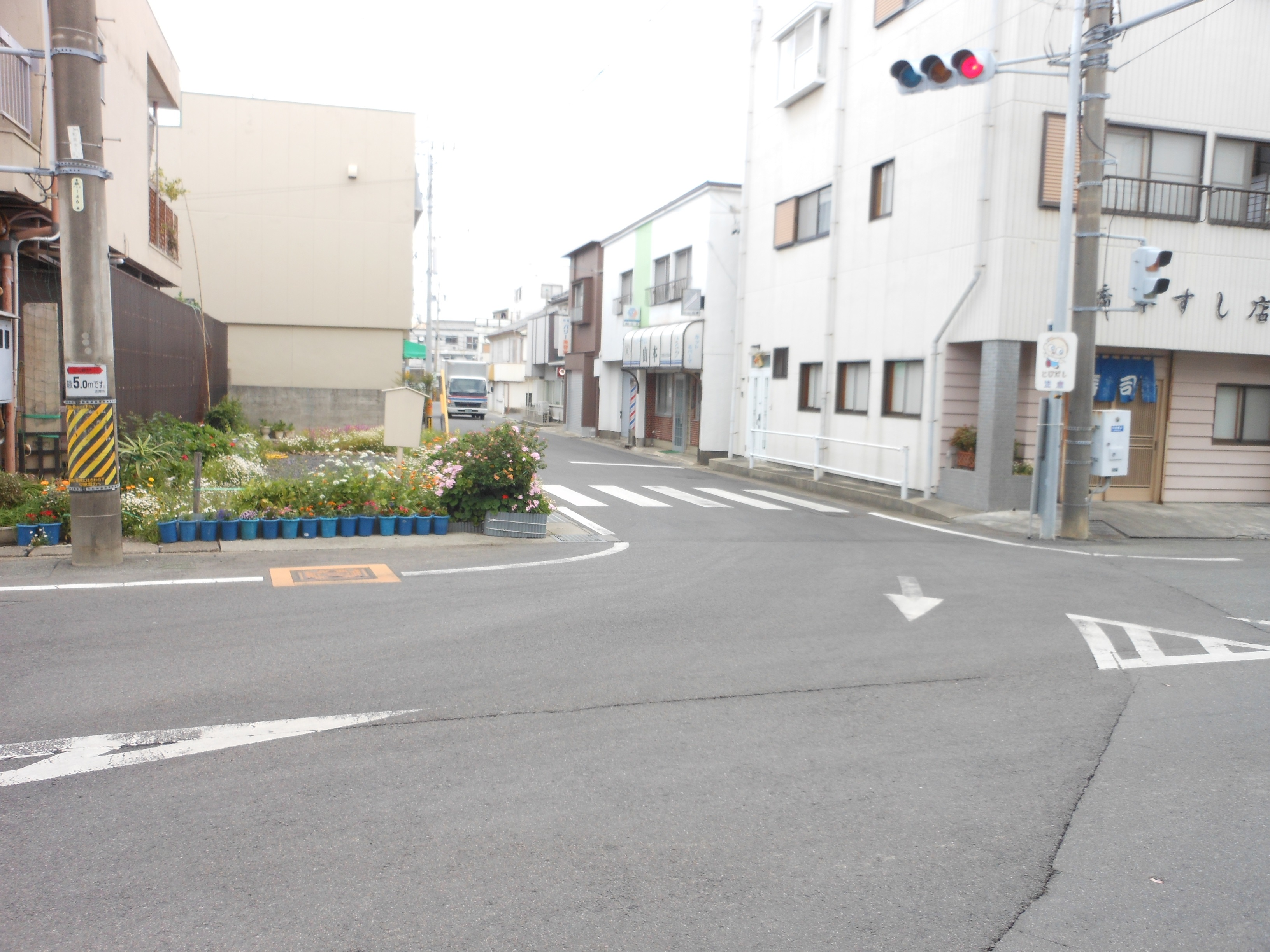
起点

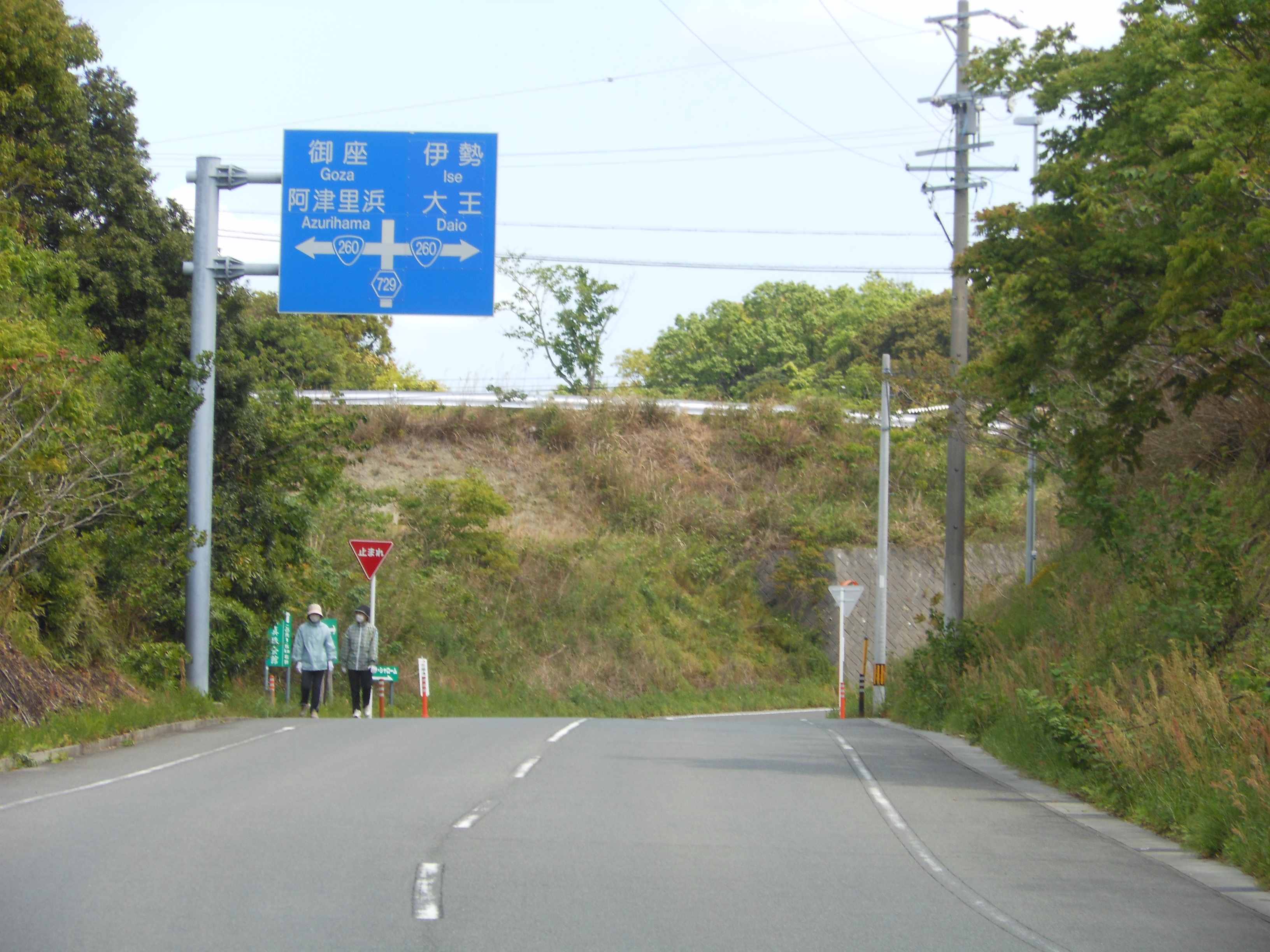
終点

- 「角川日本地名大辞典」編纂委員会 編 編『角川日本地名大辞典 24三重県』角川書店、1983年6月8日、1643頁。全国書誌番号:83035644